# Джайв

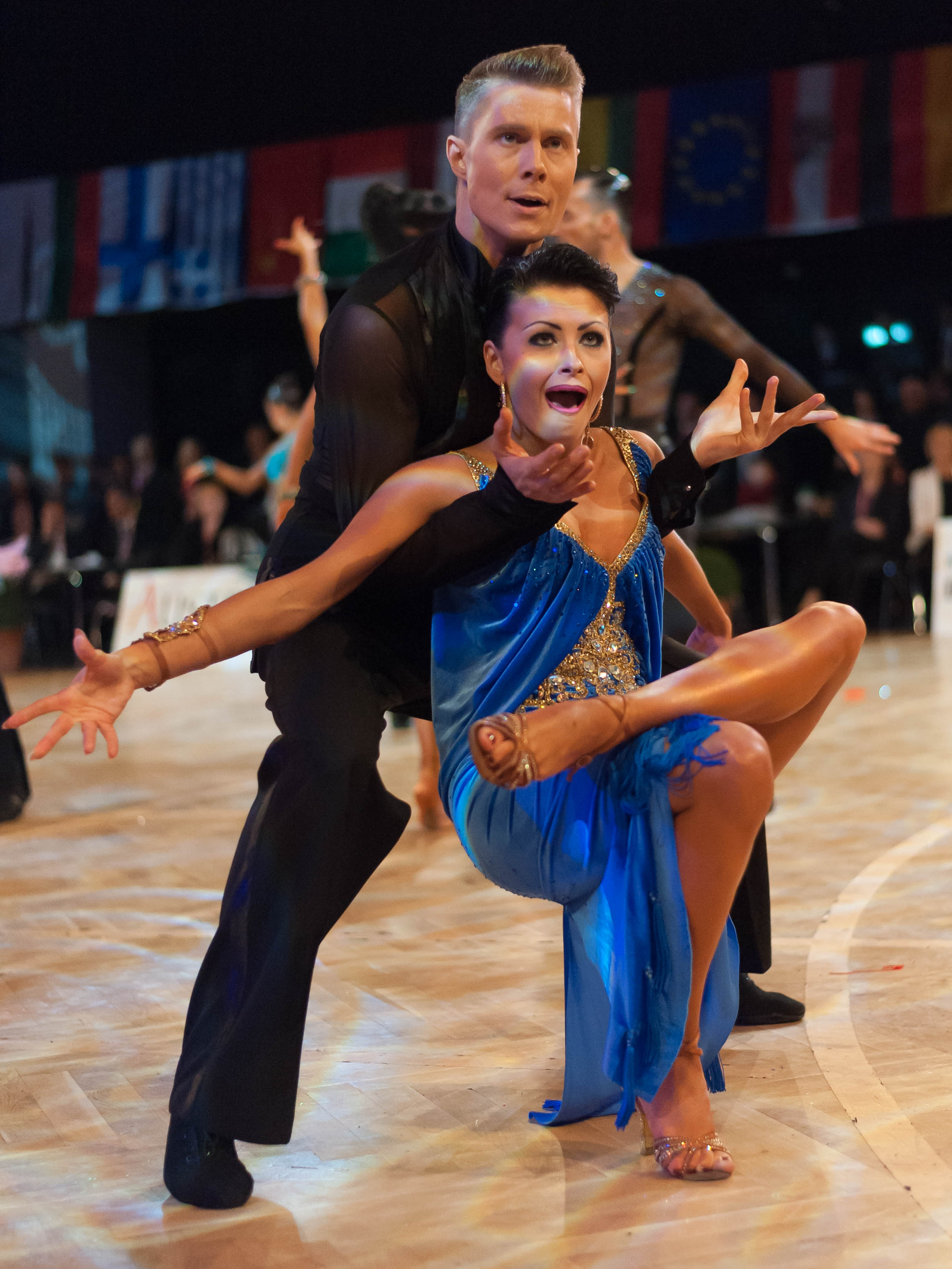
Джайв

Джайв (англ. jive) — бальний танець, розроблений в Англії під впливом американського свінгу. Джайв є різновидом свінгу зі швидкими та вільними рухами. Сучасний джайв та свінг відрізняються один від одного, хоча більшість рухів та їх стиль схожі.
У сучасних спортивних бальних танцях джайв є одним з п'яти танців латиноамериканської програми.
Музичний розмір 4/4 — 44 такти за хвилину.
Ритм джайву дуже гарно задається під рок-н-рольну музику.
Джайв з'явився в 19 столітті на південному сході США, причому одні вважають, що він був негритянським, інші — що це військовий танець індіанців-семінолів у Флориді (навколо спійманого бліднолицього чи його черепа). Є версія, що негри танцювали його ще в Африці, а потім його стали танцювати індіанці.
Слово «Jive» схоже на південно-африканське слово «Jev» — «говорити зневажливо». Також «Jive» має подібне значення в негритянському сленгу: " обман, хитрість ", хоча можливе походження від англійського «jibe», на сленгу — " дешеві товари ", «марихуана», і " крутий секс ". Точно невідомо, яке з цих слів було результативним для назви танцю, тому й неясний початковий сенс, що вкладається у цей танець.
У 1880-х танець вже був конкурсним — його танцювали негри на півдні США на приз, яким найчастіше був пиріг, тому танець був відомий тоді як Cakewalk (Пирогова прогулянка). При цьому танець складався з двох частин — спочатку урочиста процесія пар, потім запальний танець, який учасники танцювали в спеціально зшитих костюмах.
Музика, що супроводжує цей танець, називалася Ragtime (rag — ганчірка), можливо, тому, що учасники одягали їх найкращі «ганчірки» (одяг), або тому що музика була синкопована і «рвана». Музика і танець були популярні серед негритянського населення Чикаго і Нью-Йорка. Цей запальний негритянський танок з енергійною музикою різко контрастував з обмеженим і суворим танцем вищих білих класів США і Великої Британії .
Із смертю королеви Вікторії в 1901 суспільство відчуло велику свободу і величезна кількість простих танців, заснованих на тих же ритмах, стала популярною і серед білих: Плутаник янкі, Техаська ганчірка, Верткі перегони, Виляюча бочка, Навпочіпки, Короста, Молотьба і Жнива (the Yankee Tangle, the Texas Rag, the Fanny Bump, the Funky Butt, the Squat, the Itch, the Grind and the Mooche) . Деякі мали тваринні назви, явно сільського і пантомімічного характеру: шкутильгаюча качка, кінь, що мчить, ведмідь грізлі, крок краба, скеля орла, петля, що летить, турецький крок, стрибок кенгуру, риб'ячий крок і стрибки кролика (Lame Duck, Horse Trot, Grizzly Bear, Crab Step, Eagle Rock, Buzzard Lope, Turkey Trot, Kangaroo Dip, Fishwalk and Bunny Hug).
Сучасний джайв все ще має Bunny Hug (Стрибок Кролика) як один з основних кроків. Це те саме шассе убік — коли кролик або заєць лякається, він з місця стрибає убік.
Всі ці танці виконувалися під музику регтайм, з акцентами на ударах 2 і 4, в ритмах, що синкопують. Всі вони використовували ті ж самі елементи, що зараз є в джайві і інших латиноамериканських танцях: крок, рокк, кидок, баунс (скорочення м'язів черевного преса), звіюй (розтягання м'язів корпусу — боком)(couples doing а walk, rock, swoop, bounce or sway).
Закрита позиція вважалася непристойною і іноді леді носили спеціальні корсети, щоб не торкнуться випадково тілом партнера.
Істотні зміни в танцях почалися з 1910, коли багато індивідуальних танців стали танцюватись в парі, танцюристи почали комбінувати фігури, танцюючи їх в довільному порядку. Кожен танцюрист — чоловік перетворився на ведучого, в миттєвого балетмейстера. Зміна відбулася як зміна інтересу від кроків до ритму. Це збіглося з піснею Ірвінга Берліна «Alexander's Ragtime Band» в 1910, яка швидко стала всесвітнім хітом.
У 20-ті роки Ragtime трансформувався в популярний свінг. Фокстрот був винайдений Гарі Фоксом для виступу на шоу в Нью-Йорку в 1913. Чарльстон був привезений моряками з островів Кабо-верде. Потім його стали танцювати в коліх негритянських докерів в порту Чарльстон і він став популярним в білому суспільстві після включення його в шоу "Running Wild " у 1923 Зігфілдом Фоллісом (Ziegfield Follies) після його поїздки США. Згодом цей танець став настільки популярним, що багато відомих танцювальних студій стали в свій розклад включати його, як «PCQ»- « Будь ласка, Чарльстон спокійніший» («Please Charleston Quietly»). Танець «Black Bottom» став популярним після включення в шоу «ViterGeorge Whiter's Scandals».
Фокстрот, Чарльстон, black bottom і різні кроки тварин були об'єднані в танець Lindy Hop (лінді-хоп, Переліт Лінді) в 1927. Цей танець був названий по імені Чарльза Ліндберга, який вперше зробив одиночний безупинний трансатлантичний переліт. Танцюристи, як і Ліндберг, багато часу проводять в повітрі.
У 1934 Кебом Каллоуеем (Cab Calloway) був описаний танець, який він побачив в Гарлемі і назвав безумством нервових стрибків (the frenzy of jittering bugs), ця варіація танцю стала називатися Jitterbug (джіттербаґ), який особливо був популярний в Америці у сорокових роках.
На самому початку, в 1927, танець був тільки молодіжним. Старші танцюристи не схвалювали його і пробували забороняти унаслідок непрогресивності: він виконувався на місці, що заважало іншим танцюристам рухатись по лінії танцю. Танець залишався молодіжним надалі, видозмінюючись у свінг, бугі-вугі, бі-боп, доля, твіст, диско і хастл (Swing, Boogie-Woogie, Be-Bop, Rock, Twist, Disco and Hustle).
У цьому танці на змаганнях танцюристи прагнуть показати, що після чотирьох танців вони не стомлені, та все ж джайв — останній танець, і достатньо складний для виконання. Джайв дуже сильно відрізняється по характеру і техніці від інших танців латиноамериканської програми, часто пари, що добре виконують перші чотири танці, танцюють джайв гірше, а інші — навпаки.
Базова техніка латиноамериканських танців, на відміну від європейських, вперше була впорядкована і описана Уолтером Лердом (Walter Laird).